# Крајње
Крајње (слч. Krajné) насељено је мјесто са административним статусом сеоске општине (слч. obec) у округу Мијава, у Тренчинском крају, Словачка Република.

## Становништво
| Година:    | 1994. | 2004.   | 2014.   | 2024.   |
| ---------- | ----- | ------- | ------- | ------- |
| Број људи: | 1811  | 1664    | 1556    | 1405    |
| Разлика:   |       | -8,11 % | -6,49 % | -9,70 % |

| Година:    | 2023. | 2024.   |
| ---------- | ----- | ------- |
| Број људи: | 1422  | 1405    |
| Разлика:   |       | -1,19 % |

Према подацима о броју становника из 2024. године насеље је имало 1405 становника.